# USA for Africa
USA for Africa war 1985 ein Musikprojekt, um Geld für die Opfer der Hungersnot in Äthiopien 1984–1985 zu sammeln. USA im Namen der Band bedeutet „United Support of Artists“. Aus dem Musikprojekt entwickelte sich eine eigene Hilfsorganisation (Kürzel: USAFA), die bis heute fortbesteht.

## Geschichte
Aus der Idee Harry Belafontes, durch ein Bandprojekt Geld für Afrika zu sammeln, entwickelte sich unter der Leitung des Produzenten Ken Kragen nach dem Vorbild von Band Aid ein Musikprojekt, im Rahmen dessen Quincy Jones das von Michael Jackson und Lionel Richie geschriebene Lied We Are the World produzierte. Die Aufnahme fand am 28. Januar 1985 statt. Der Song erschien als Single, die es in den USA und Großbritannien auf Platz eins der Charts schaffte. Zudem erschien im April 1985 das gleichnamige Album, das wie das Lied Platz eins erreichte. Auf dem Album ist unter anderem Prince zu hören, der aber an dem Song We Are the World nicht beteiligt gewesen war.
Die ersten 800.000 Singles kamen am 7. März 1985 auf den Markt und waren innerhalb einer Woche verkauft. In drei Wochen war der Song auf Platz eins der Charts. 1985 gewann das Lied We Are the World Grammys für den „Song des Jahres“ und die „Aufnahme des Jahres“.
Viele Millionen Singles wurden verkauft (insgesamt bis 2009 etwa 20 Millionen) und mehr als drei Millionen Alben. Zu den Tantiemen kamen Gewinne aus dem Verkauf von T-Shirts, Videos, Sweatshirts und Postern. Insgesamt kamen mit Hands Across America an die 100 Millionen Dollar für USA for Africa zusammen.
Am 25. Mai 1986 fand eine weitere Aktion des Projekts statt, Hands Across America, in deren Rahmen sieben Millionen Menschen in den Vereinigten Staaten eine Menschenkette bildeten. Es gab hierzu auch einen weiteren, gleichnamigen Song.

## Organisation
Des Weiteren wurde USA for Africa als Organisation etabliert und besteht bis heute fort. Bereits ab Mitte der 1980er Jahre wurden zwei Büros gegründet, eins in Los Angeles und eines in New York City, da an der Ostküste der USA viele der Partnerorganisationen wie etwa CARE International, das United Nations Development Programme oder UNICEF ansässig waren. Es wurde allerdings 1987 geschlossen. Zu dieser Zeit gab es einen organisatorischen Wandel im Programm, das sich von einem kurzfristigen Hilfsprojekt von Pop- und Rockmusikern zu einer Organisation wandelte, die mit afrikanischen NGOs zusammenarbeitete. Es wurden tendenziell kleinere Beträge und in längerfristig orientierte Projekte investiert. Hierbei ging es um Wiederaufbau und Entwicklung, Bildung, Frauen- und Jugendförderung.
In den 1990er Jahren wurden die Summen etwas kleiner, als die Aufmerksamkeit für das Projekt schwand. 2005 wurde das 20-jährige Jubiläum gefeiert. Hierzu gab es eine Jubiläums-DVD. 2009 folgte dann, zum 25. Jubiläum am 28. Januar 2010, das Projekt We Are the World 25.

## Mitwirkende
Die wichtigsten beteiligten Musiker am Musikprojekt (Chor- und Solosänger), alphabetisch geordnet:
| - Dan Aykroyd - Harry Belafonte - Lindsey Buckingham - Kim Carnes - Ray Charles - Bob Dylan - Sheila E. - Bob Geldof - Daryl Hall - James Ingram - Jackie Jackson - La Toya Jackson - Marlon Jackson | - Michael Jackson - Randy Jackson - Tito Jackson - Al Jarreau - Waylon Jennings - Billy Joel - Cyndi Lauper - Huey Lewis - Kenny Loggins - Bette Midler - Willie Nelson - John Oates - Jeffrey Osborne | - Steve Perry - Prince (nur am Album, nicht am Lied beteiligt) - Pointer Sisters - Lionel Richie - Smokey Robinson - Kenny Rogers - Diana Ross - Paul Simon - Bruce Springsteen - Tina Turner - Dionne Warwick - Stevie Wonder |

## Verwandte Projekte
- Band Aid (seit 1984)
- Band für Afrika (1985)
- Farm Aid (seit 1985)
- Hear ’n Aid, ein Heavy-Metal-Projekt (1986)
- Artists for Haiti (2010)

## Auszeichnungen für Musikverkäufe
Anmerkung: Auszeichnungen in Ländern aus den Charttabellen bzw. Chartboxen sind in ebendiesen zu finden.
| Land/RegionAuszeichnungen für Musikverkäufe (Land/Region, Auszeichnungen, Verkäufe, Quellen) | Silber  | Gold | Platin     | Verkäufe  | Quellen   |
| -------------------------------------------------------------------------------------------- | ------- | ---- | ---------- | --------- | --------- |
| Finnland (IFPI)                                                                              | —       | —    | —          | 7.750     | ifpi.fi   |
| Vereinigte Staaten (RIAA)                                                                    | —       | —    | 7× Platin7 | 7.000.000 | riaa.com  |
| Vereinigtes Königreich (BPI)                                                                 | Silber1 | —    | —          | 200.000   | bpi.co.uk |
| Insgesamt                                                                                    | Silber1 | —    | 7× Platin7 |           |           |